# 官倒
官倒是1980年代在中国大陆出现的词汇，是指有官方背景的倒买倒卖的投机者。当时，中国在进行的经济改革过程中，物品价格采用两套定价系统，称“价格双轨制”。一些官员或其亲属，利用权力获得低价的重要物资，倒卖到市场上赚取价差，谋取利益。在1989年中国大陆的六四运动时期，“打倒官倒”是示威的学生和民众的重要诉求之一。后来该词汇随着中国市场经济的推进和价格双轨制的取消在商品领域逐渐淡出。最知名的參與官倒的企業之一就是鄧小平長子鄧樸方等人創建的中國康華發展總公司。